# Pippin av Landen
Pippin av Landen (efter ett gods i Brabant), ibland även kallad Pippin den äldre och Pippin I, död 639, morfar till Pippin av Herstal.

## Biografi
Pippin ställdes 622 som major domus och faktisk regeringsutövare vid den unge merovingiske kungen Dagobert I:s sida, då denne blev sin far Chlothar II:s medregent i Austrasien. Sedan Dagobert 629 blivit ensam kung både över Austrasien och Neustrien, föll Pippin i onåd och nödgades ta sin tillflykt till Akvitanien. Han återvann ställning och inflytande först efter Dagoberts död (639), men avled samma år efter att en kort tid ha styrt Austrasien i den unge kung Sigibert III:s namn. Genom Pippins dotter Beggas giftermål med Ansegisel, son till Arnulf av Metz, den karolingiska ättens stamfader, lades grunden till en förening av de båda familjernas omfattande besittningar.